# William Turner
För andra betydelser, se William Turner (olika betydelser).
Joseph Mallord William Turner, född 23 april 1775 i Covent Garden, London, död 19 december 1851 i Chelsea, London, var en brittisk konstnär. Han är mest känd för sina romantiska landskapsmålningar, vars stil kan sägas ha lagt grunden för impressionismen. 
William Turner är känd för sina oljemålningar, men även hans akvareller rönte stor uppmärksamhet. Han använde sig av skiktteknik, vilket innebär att ett lager målas och får torka, varefter andra färger läggs till. 
Turners konst är bland världens högst värderade. År 2009 såldes hans målning The Temple of Jupiter Panellenius för motsvarande 103 miljoner kronor, vilket är det näst högsta belopp som betalats för ett brittiskt konstverk. År 2006 såldes ett venetianskt landskap av Turner för motsvarande 283 miljoner kronor.

## Biografi
Turners far William var perukmakare, men sadlade senare om till barberare. Modern, Mary Marshall, var hemmafru men blev alltmer psykiskt instabil under Turners tidiga år, möjligen med anledning av en yngre systers tidiga död 1783. Modern avled 1804, efter att varit inlagd på mentalsjukhus.
Troligen för att avlasta familjen, skickades den unge Turner 1785 till sin morbror i Brentford, vilken då var en liten stad väster om London invid Themsen. Det var här han först visade intresse för måleri. Ett år senare sändes han till en skola i Margate i Kent öster om London vid Themsens flodmynning. Vid den här tiden hade han utfört många målningar, som fadern visade i sitt butiksfönster. 

## Konstnärskap
Turners första jobb var som assistent till en arkitekt. När han var 14 år bestämde han sig för att bli konstnär och började studera; han antogs vid Royal Academy of Arts 1790 där han bland annat studerade för sir Joshua Reynolds. En av hans akvareller antogs till akademiens sommarutställning, trots att han då bara studerat där i ett års tid. Han ritade och använde vattenfärger på papper; detta var några år innan han kände sig beredd att måla med oljefärger. 
Han bodde i Bristol 1791–1794. Under denna tid företog han flera teckningsresor i England och Wales. Sin första riktiga oljemålning utförde han 1796, när han var 21 år gammal och målade Fiskare till havs. Redan 1802 åtnjöt Turner erkännande som konstnär då han utnämndes till ledamot av Royal Academy of Arts. Han är nära förknippad med Royal Academy of Arts, missade aldrig att ställa ut vid dess årliga utställningar och var dess ordförande 1845–1850.
Turner är främst känd som "ljusets konstnär". Trots att han är känd för sina oljemålningar, räknas Turner även som en av grundarna av det engelska landskapsmåleriet i akvarell.
Han reste vida omkring i Europa, först i Frankrike och Schweiz och studerade på Louvren i Paris samma år. Han besökte även Italien och framför allt Venedig vid ett flertal tillfällen.
Turner gifte sig aldrig, men sammanbodde under många år med sin älskarinna Sarah Danby, med vilken han fick två döttrar. Med åldern blev Turner alltmer excentrisk. Han hade få vänner, utom fadern som sedermera arbetade som hans assistent. Hans far dog 1829, vilket påverkade Turner djupt, och därefter drabbades han av depression.
Han dog i sitt hem på Cheyne Walk i Chelsea och begravdes enligt eget önskemål i Sankt Paulskatedralen. Hans sista utställning på Royal Academy of Arts hölls 1850.

## Efterskörd
Turner efterlämnade en stor förmögenhet som han hoppades skulle användas för vad han kallade "konstnärer på nedgång". Hans konstsamling efterlämnades till den brittiska nationen, och han ville att ett särskilt galleri skulle byggas för den. Detta ledde till en rättstvist med hans efterlevande kring hans testamentes giltighet. Tjugo år efter hans död lämnades konstverken till British Museum. Ett prestigefyllt årligt konstpris, Turner Prize, instiftades 1984, till Turners ära.
År 2014 gjordes den brittiska långfilmen om Turners liv Mr. Turner i regi av Mike Leigh och med Timothy Spall i titelrollen.

## Galleri

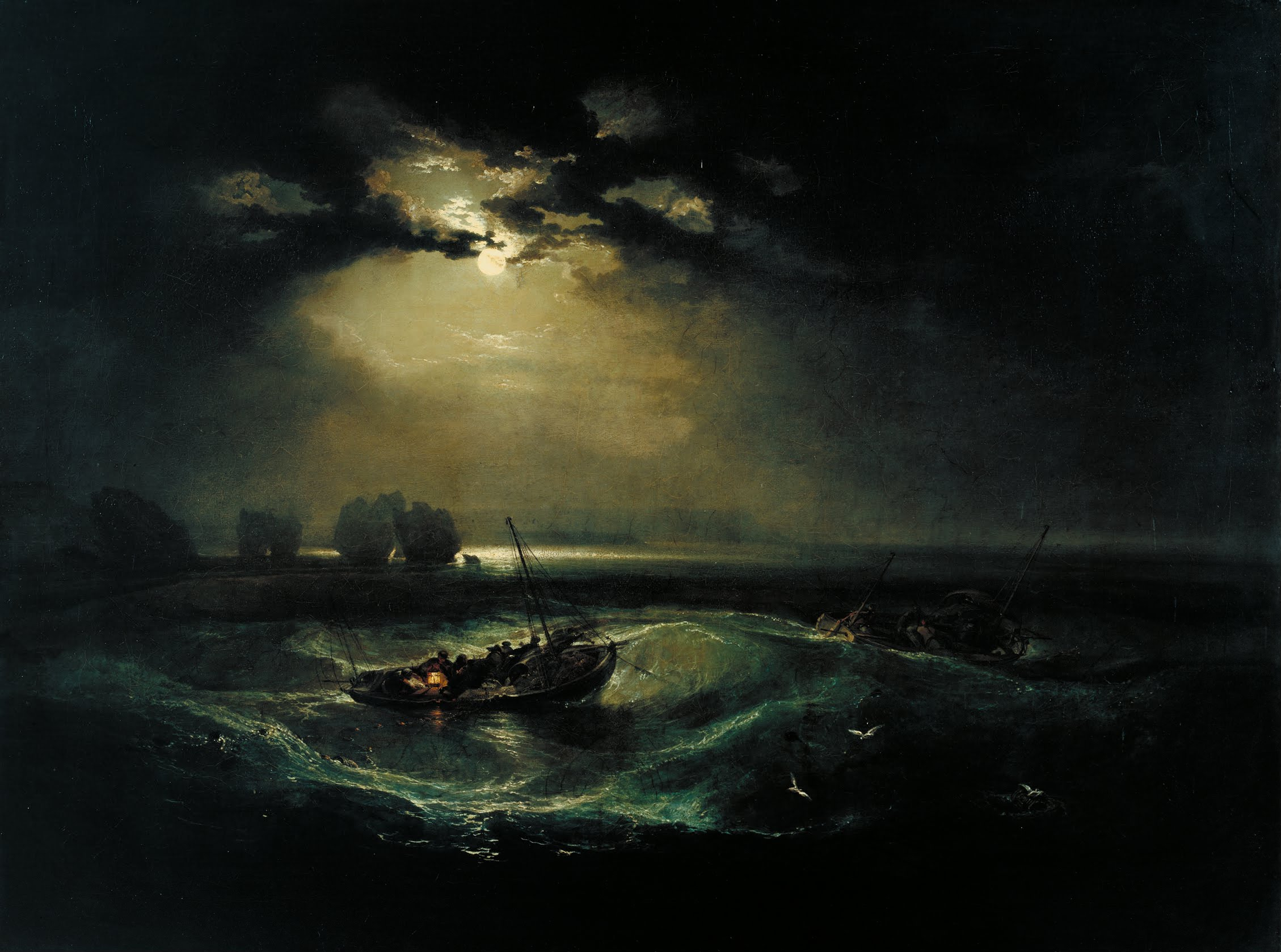
Fiskare till havs (1796)
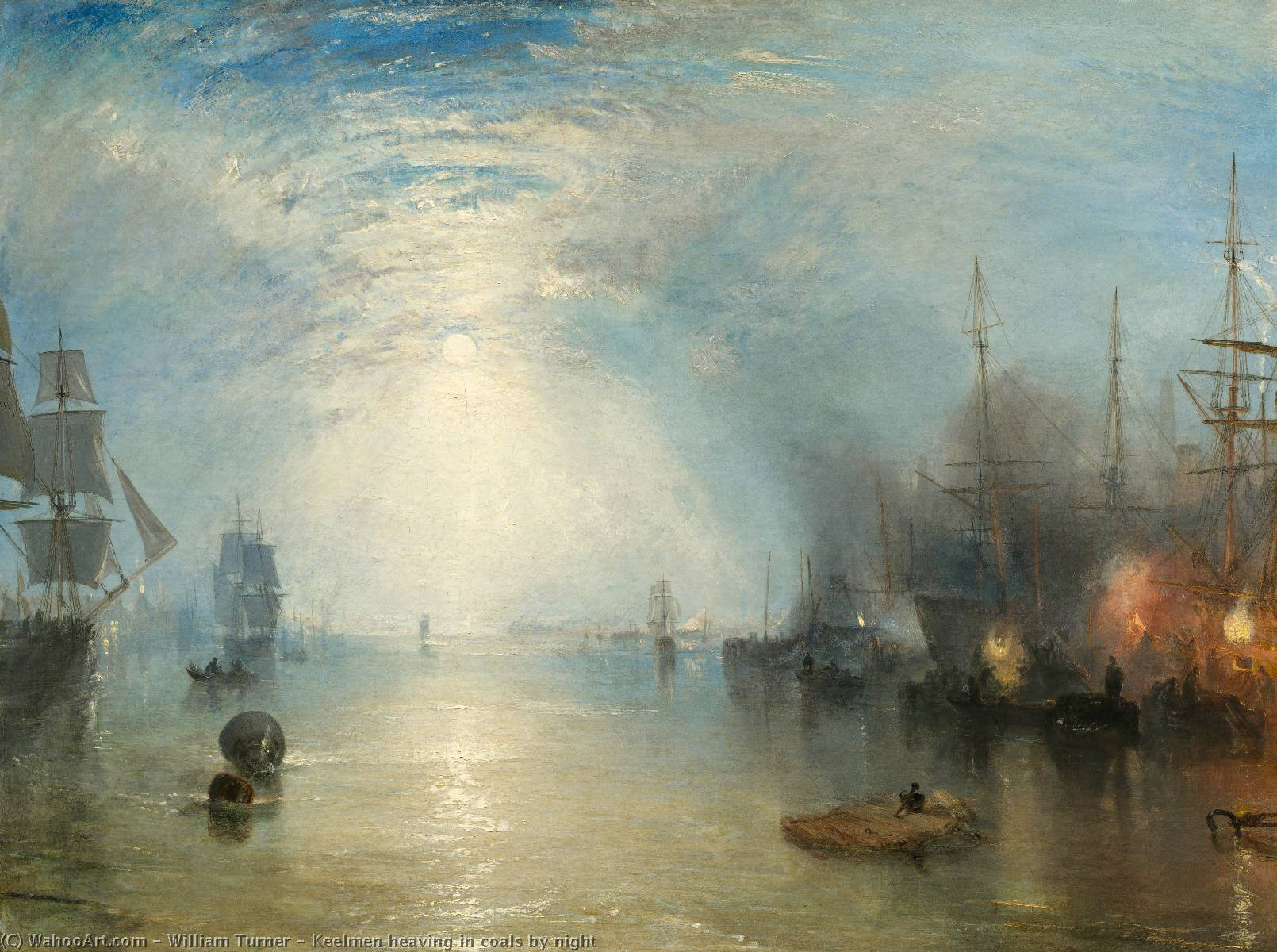
Keelmen Billowing in Coals at Night (u.å.)
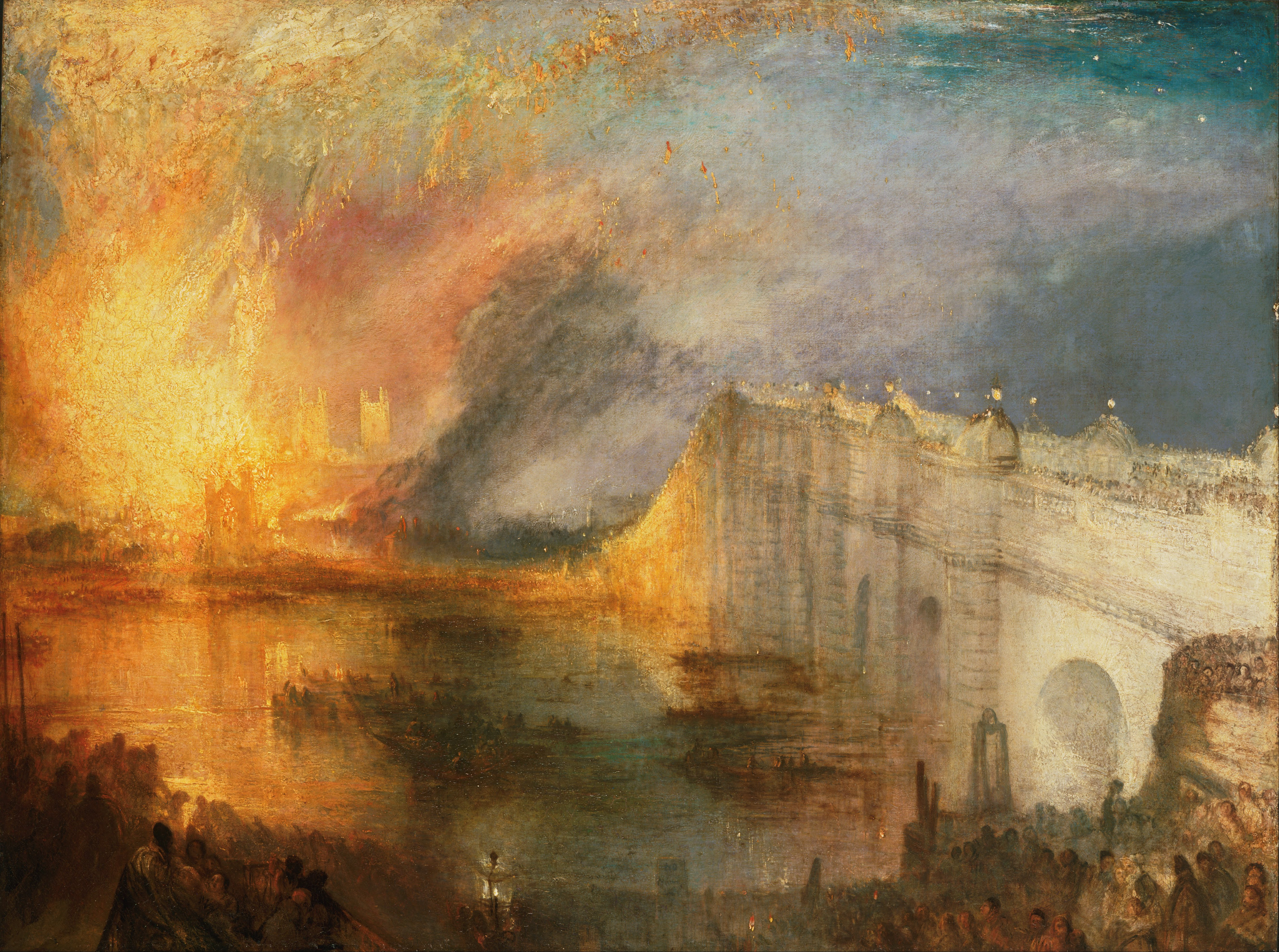
Branden i Parlamentshuset 16 oktober 1834 (1834–1835)
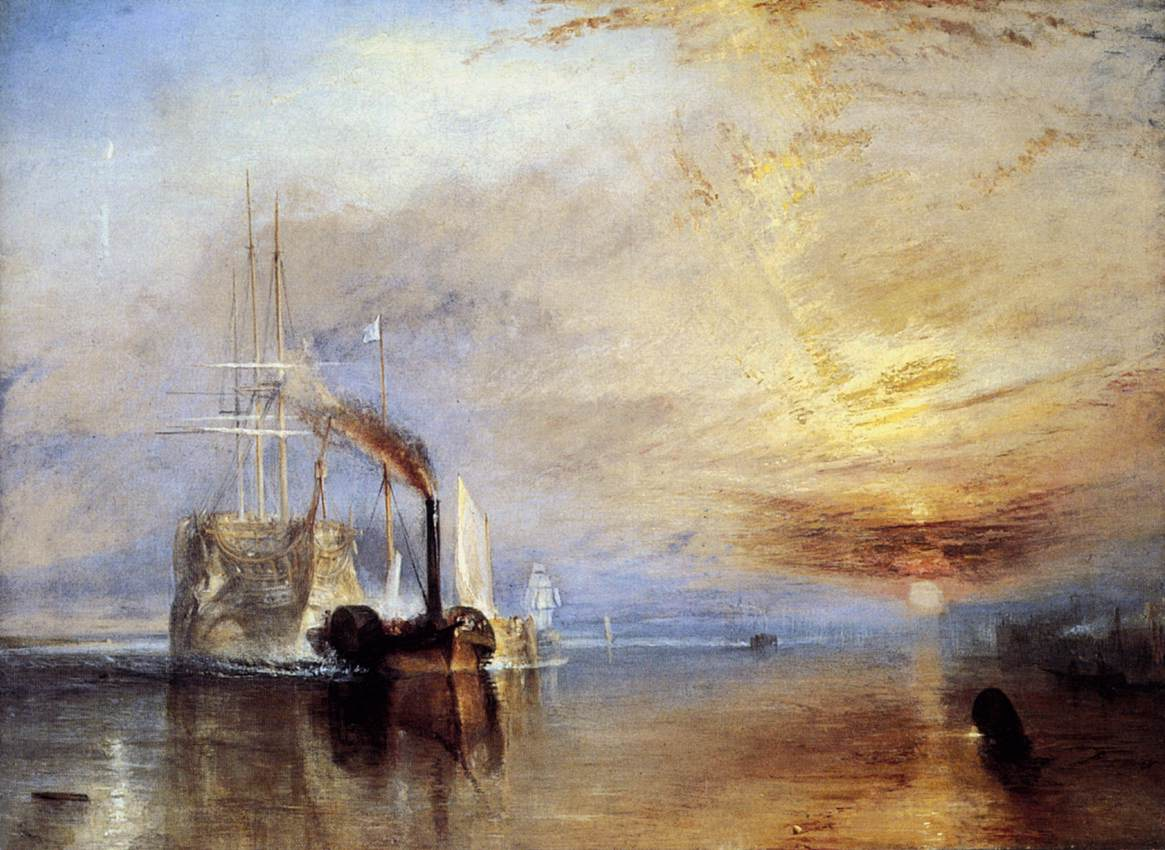
The Fighting Temeraire (1838–1839)
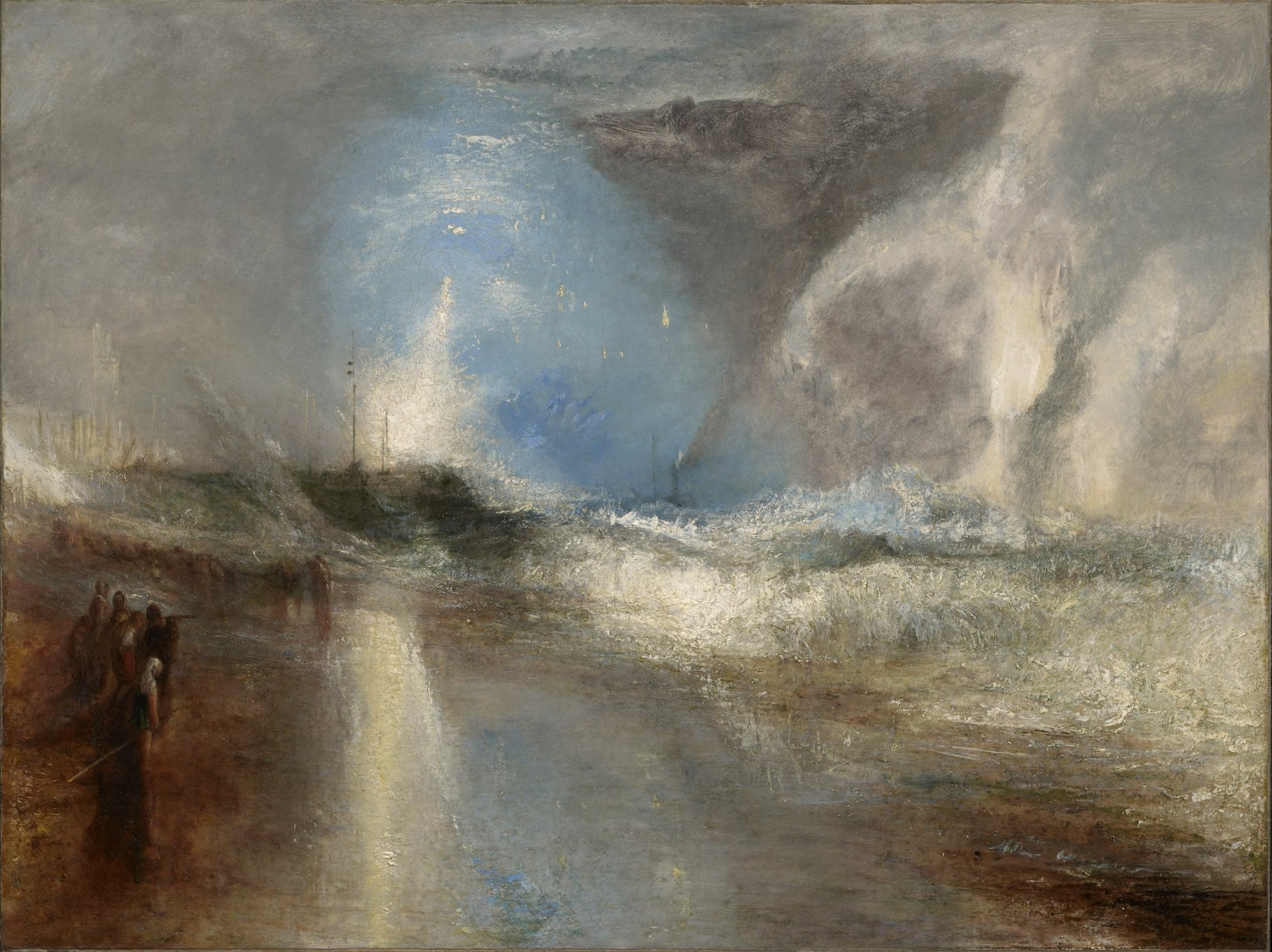
Rockets and Blue Lights (Close at Hand) to Warn Steamboats of Shoal (1840)
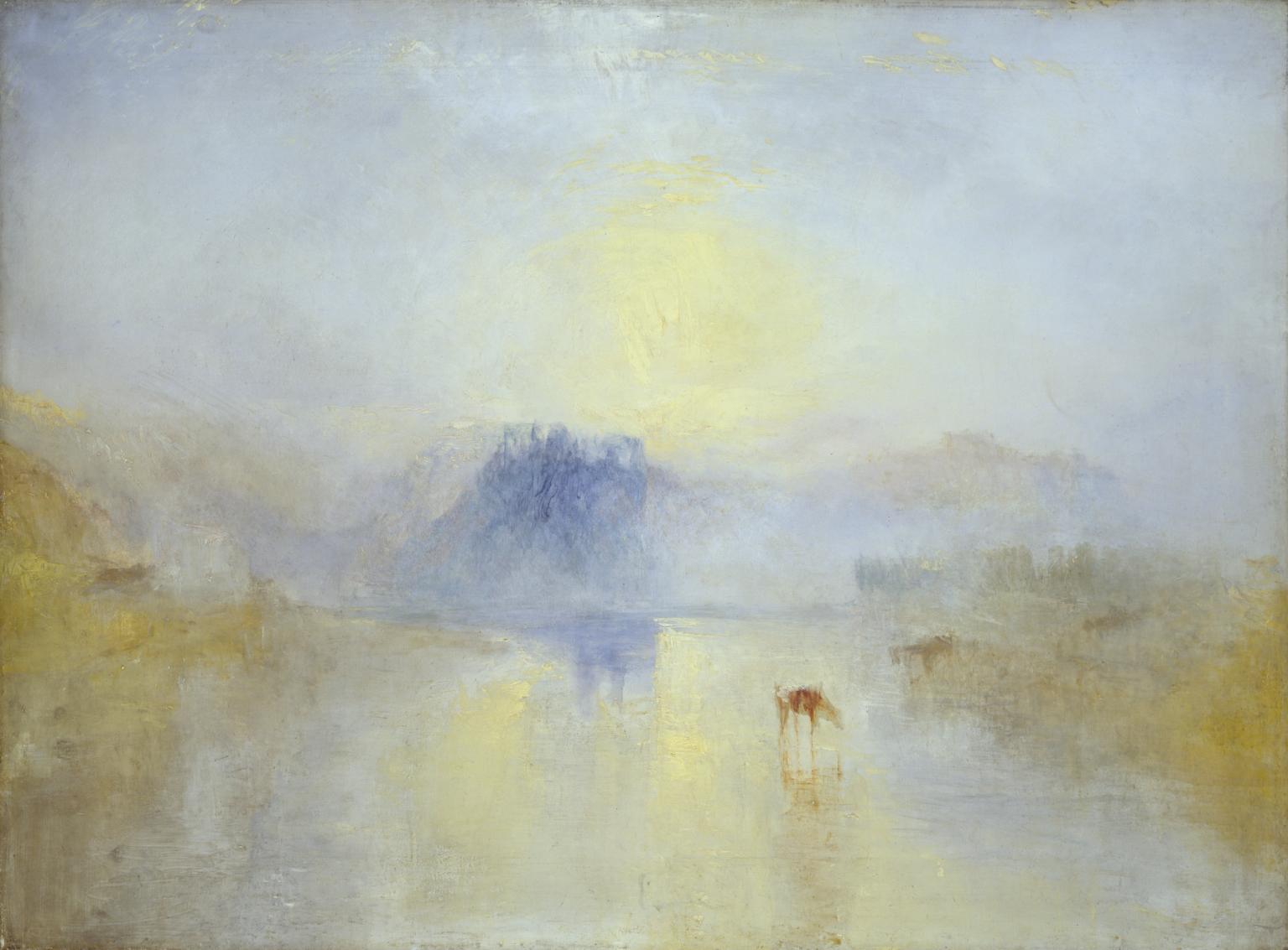
Norham Castle, Sunrise (1845)